# 피불라

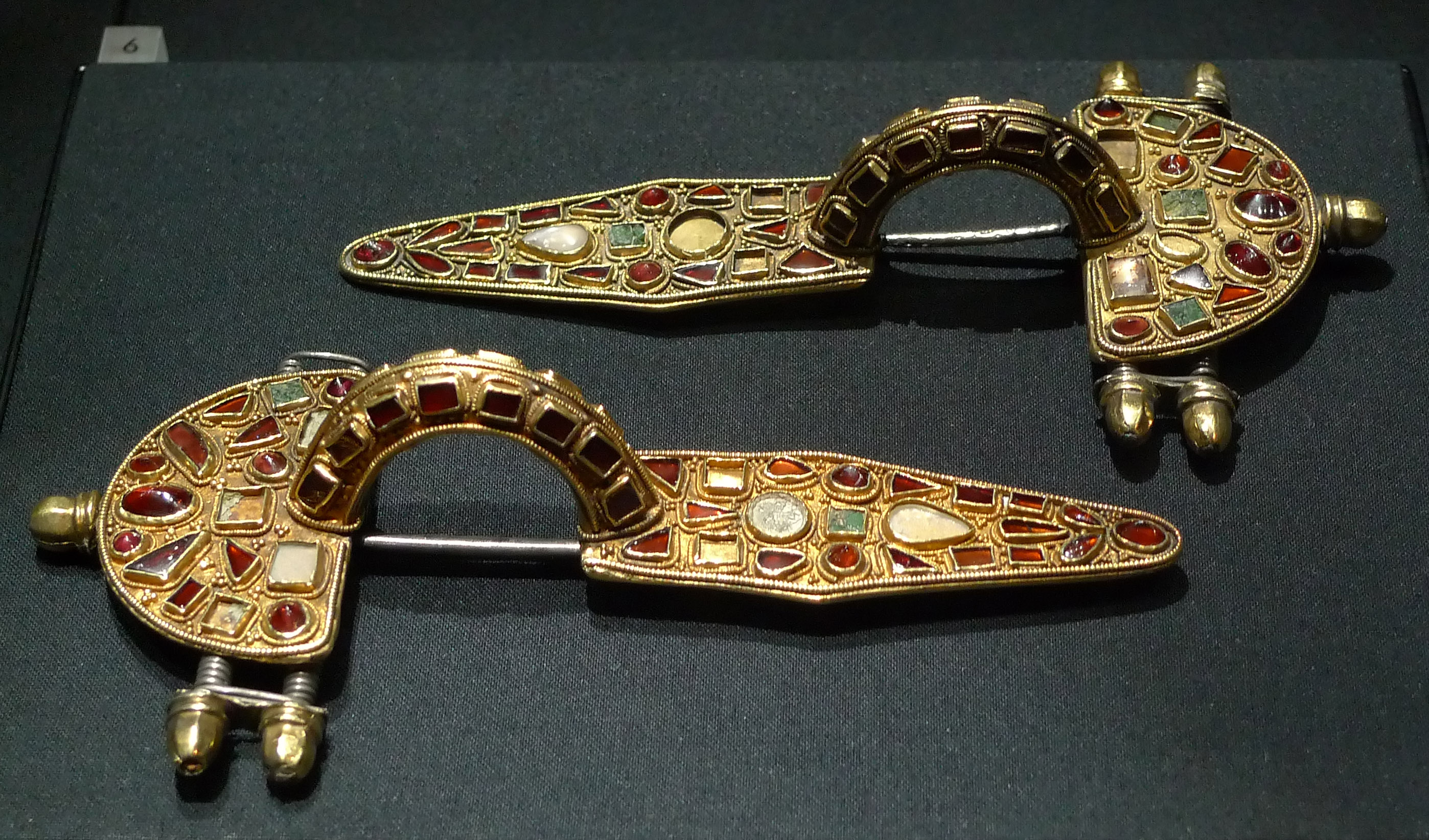
피불라

피불라(Fibula)는 고대 로마에서 사용되던 브로치로, 빌라노바 문화 유적에서 발견되었다.

## 같이 보기
- 고대 그리스의 의상
- 클로크